# Antillocladius pluspilalus
Antillocladius pluspilalus är en tvåvingeart som beskrevs av Ole Anton Saether 1982. Antillocladius pluspilalus ingår i släktet Antillocladius och familjen fjädermyggor. Inga underarter finns listade i Catalogue of Life.